# Guadalmedina
El Guadalmedina (del  árabe وادي المدينة wādī al-Madīna, wādi l-madina, 'río de la ciudad') es un río costero del sur de España que nace en el pico de la Cruz, en la Sierra de Camarolos, a una altitud de 1.433 m s. n. m. Tiene una longitud de 47 km hasta su desembocadura, en pleno centro de la ciudad de Málaga. En su recorrido, atraviesa el parque natural de los Montes de Málaga.

## Historia y obras hidráulicas
En el siglo XVI, tras la incorporación de Málaga a la Corona de Castilla, comienza la deforestación de la cuenca del Guadalmedina para roturar y cultivar sus tierras. La pérdida del bosque original deja las laderas sin protección, comenzando el proceso erosivo desencadenado por las precipitaciones torrenciales, propias del clima Mediterráneo. A este fenómeno le acompañó el aumento de las avenidas del río en respuesta a esas precipitaciones (antes reguladas por el bosque) y las inundaciones, localmente conocidas como "riás" acompañan con trágica persistencia la historia de la ciudad hasta entrado el siglo XX.
Por causa de la gran riada del 23 de septiembre de 1907, fecha en la que el río Guadalmedina no pudo absorber una intensa tromba de agua, el rey Alfonso XIII ordenó obras que impidieran estas inundaciones. En 1908, el ingeniero malagueño don Manuel Jiménez Lombardo, presentaría el proyecto de construcción del pantano del Agujero a la División Hidráulica del Sur de España. La presa retendría las aguas de las grandes avenidas otoñales del Guadalmedina, embalsándolas en una cantidad aproximada de 4,5 hm3, a los que poco a poco iría dando salida por un túnel que tiene una capacidad de 360 m3 con desagües de 60 m3/s. Actualmente, sus compuertas y aliviaderos están fuera de uso, aunque aún operativas, por encontrarse la presa del Limonero aguas más abajo. Su superficie ocupa un espacio de 56 hectáreas. La presa es de fábrica de hormigón, con los paramentos recubiertos de sillería, tipo gravedad, de planta recta, de 44 m de altura. 
La presa del Agujero, que fue calificada en su día como la llave de la cuenca del Guadalmedina, aunque eficiente en su limitada función, no podía ser la última solución dada al problema de las riadas. Los estudios hidrológicos de la cuenca mostraban que no garantizaba completamente la seguridad de la ciudad. 
Tras décadas de discusiones y debates entre partidarios de soluciones basadas exclusivamente en obras hidráulicas (ingenieros de caminos) y partidarios de la restauración hidrológica-forestal (ingenieros de montes), acompañadas de la secular pasividad de la administración pública española, se afronta la repoblación de la cuenca del río, acompañada de la construcción de diques de retención de acarreos. En 1919, José Almagro San Martín, Ingeniero de montes de la 7.ª División Hidrológico Forestal, culmina la redacción del Proyecto de Corrección de la Cuenca del Guadalmedina. Su ejecución comenzará en 1929 con la llegada a la ciudad del también ingeniero de montes José Martínez Falero. Se expropiaron y repoblaron casi 5000 hectáreas de la margen izquierda del río, y construyeron 30 diques de mampostería hidráulica. Se emplearon especies colonizadoras como el pino carrasco o el pino piñonero, que cumplieron eficazmente el objetivo protector y restaurador de los suelos de la cuenca, constituyendo hoy en día una masa forestal adulta al abrigo de la cual van instalándose algunas quercíneas.
Años más tarde, en 1983 y 2,5 km aguas abajo de El Agujero, se construyó el Embalse de El Limonero de 25 hm3 de capacidad, dejando inutilizado al antiguo de El Agujero y que junto a las citadas medidas reforestadoras, dan solución a las graves riadas con las que históricamente se ha enfrentado la capital de Málaga. 
Desde entonces hasta hoy, la única iniciativa pública destinada a aumentar la superficie pública forestal de la cuenca del Guadalmedina la llevó a cabo el Ayuntamiento de la ciudad en el año 2002, con la expropiación de casi 400 ha de la margen derecha, que fueron reforestadas en colaboración con el Ministerio de Medio Ambiente.

## Comunicaciones
El surco que va dejando el río a su paso por la serranía de los Montes de Málaga ha sido desde hace años sitio de paso del camino hacia Málaga desde Antequera y Córdoba, la N-331 y luego con la autovía A-45 discurren por la misma ruta.

## Curiosidades
El grupo musical malagueño Tabletom dedica uno de sus temas del disco 7000 kilos al río Guadalmedina, con la colaboración del cantante de Marea, Kutxi Romero.
El 6 de febrero de 2010, el cauce del río fue el lugar elegido por la Asociación histórico-cultural Teodoro Reding para llevar a cabo la recreación histórica del combate de Teatinos -5 de febrero de 1810- en el marco de la conmemoración del 200.º aniversario de la defensa de Málaga de 1810 frente a las tropas napoleónicas, con participación de 300 recreadores históricos de Polonia, Francia y España, 5 piezas reales de Artillería y 12 caballos.
En 2014, en el Guadalmedina se ruedan escenas de la película española Toro protagonizada por Mario Casas y Luis Tosár.

## Galería de imágenes

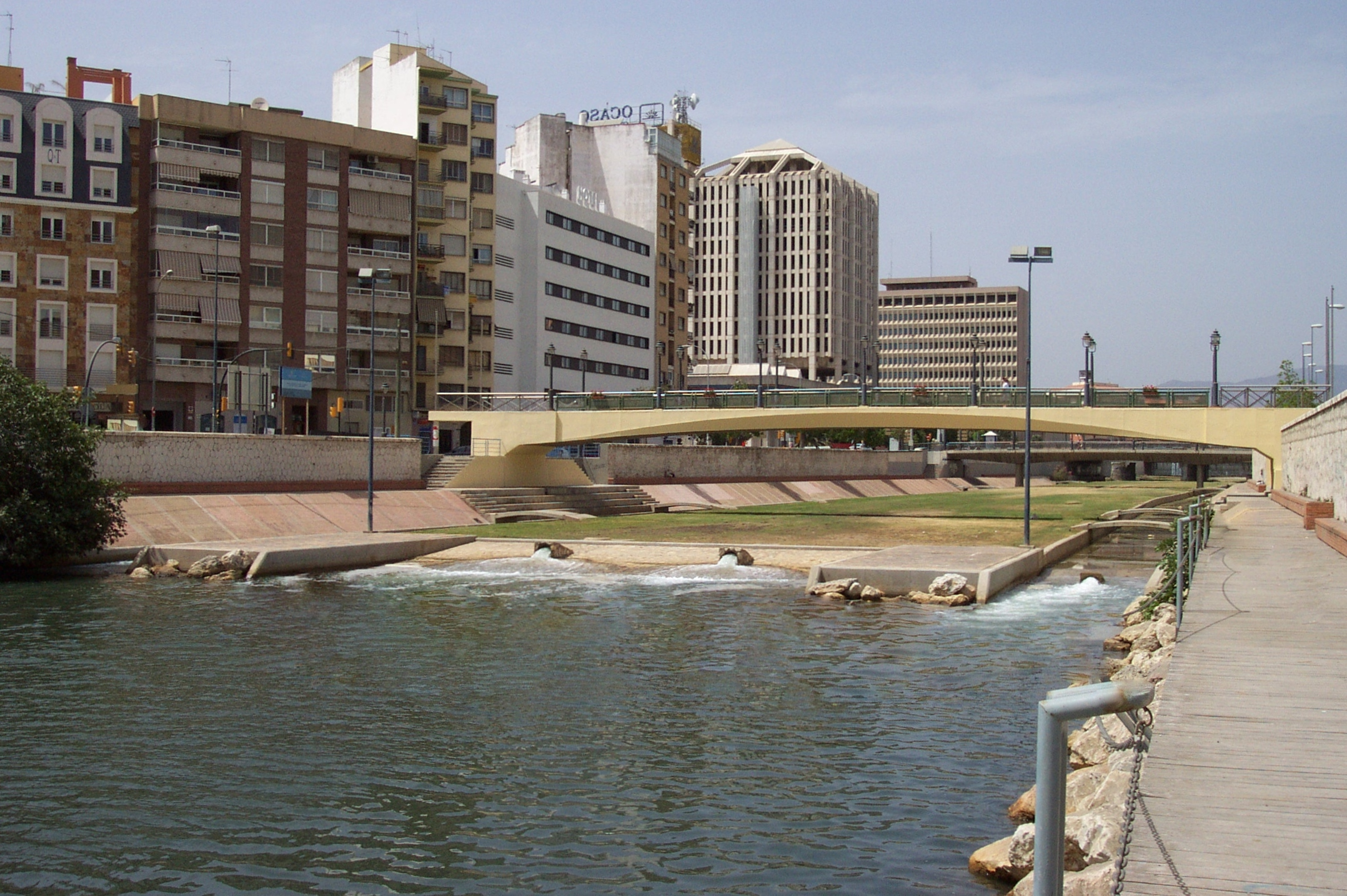
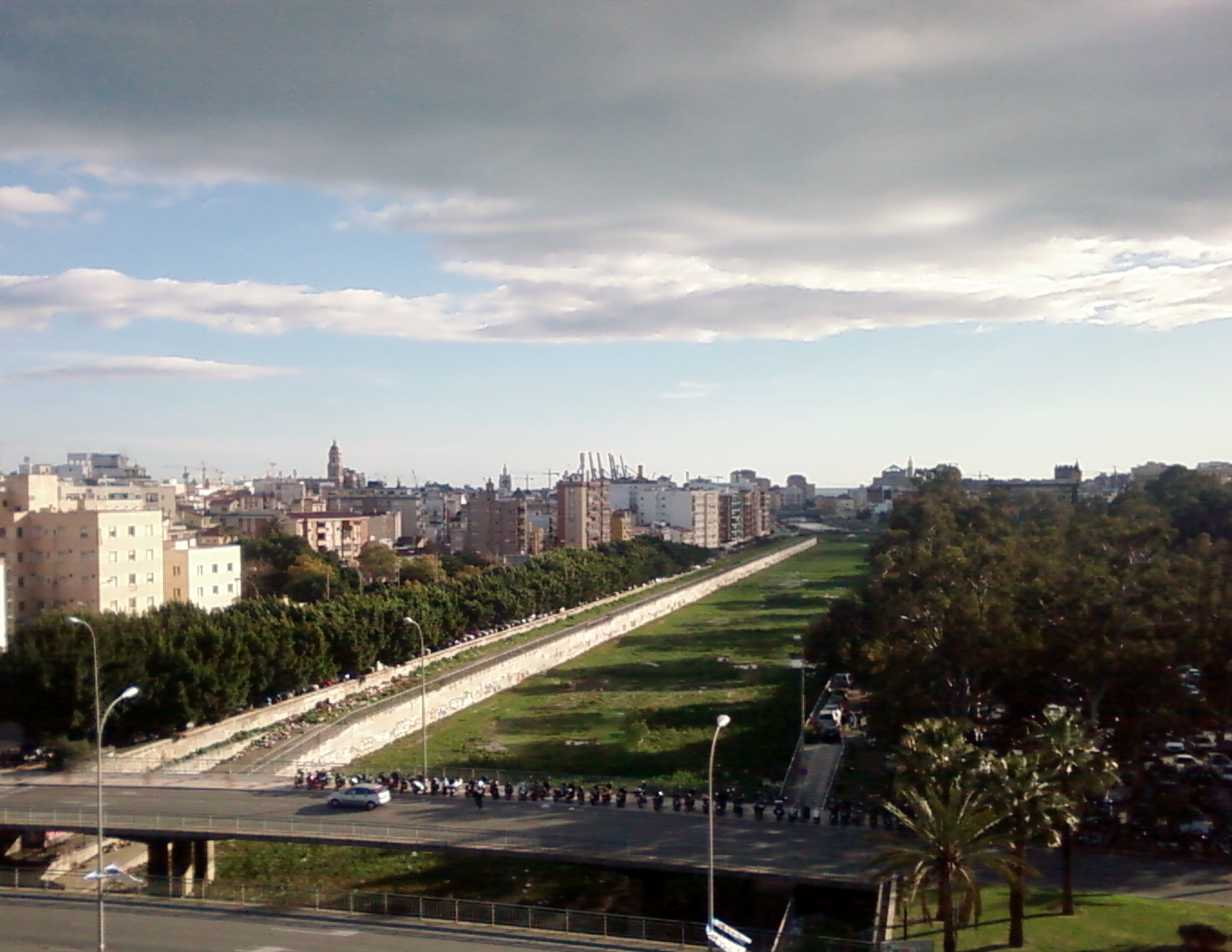
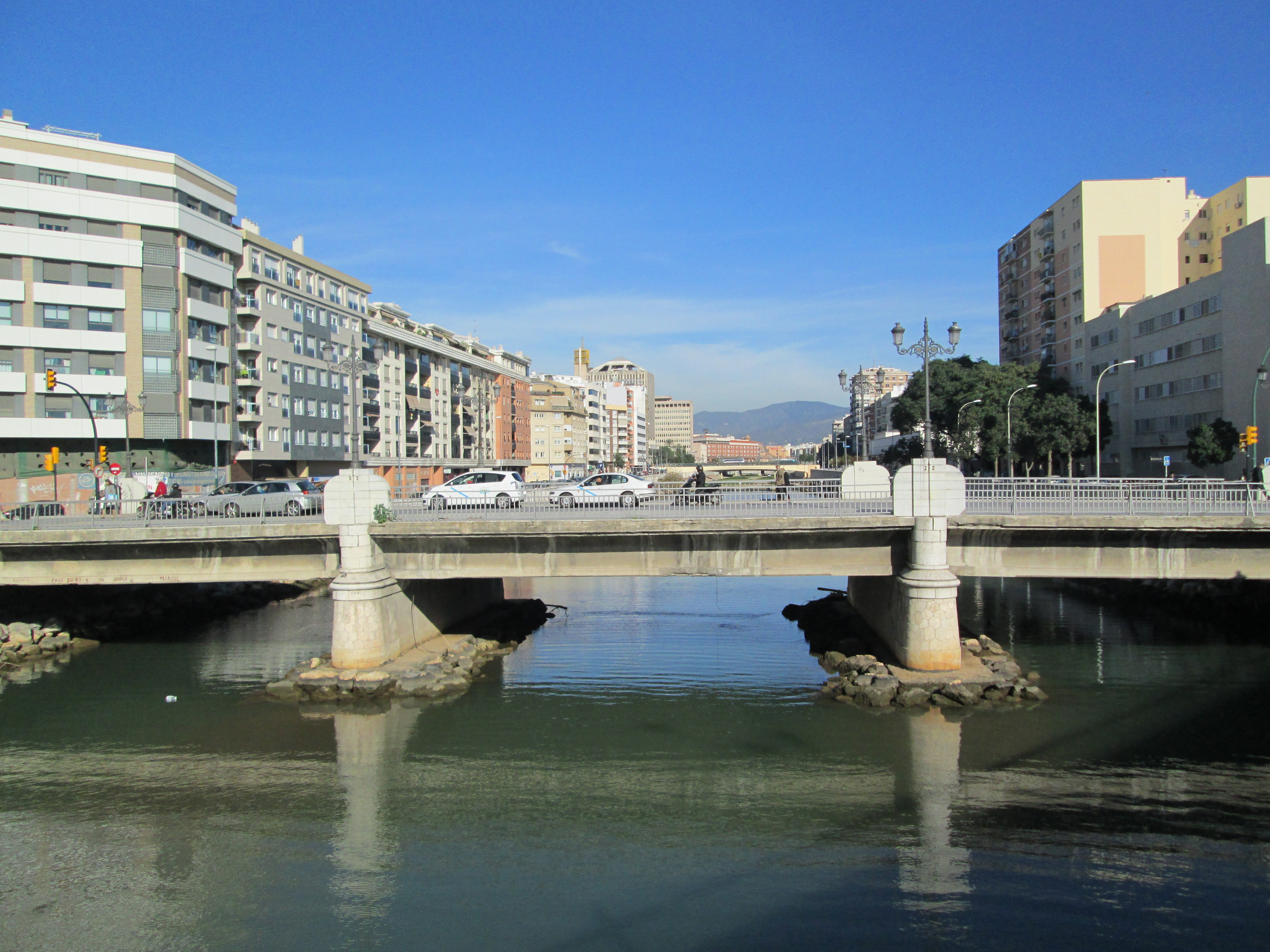
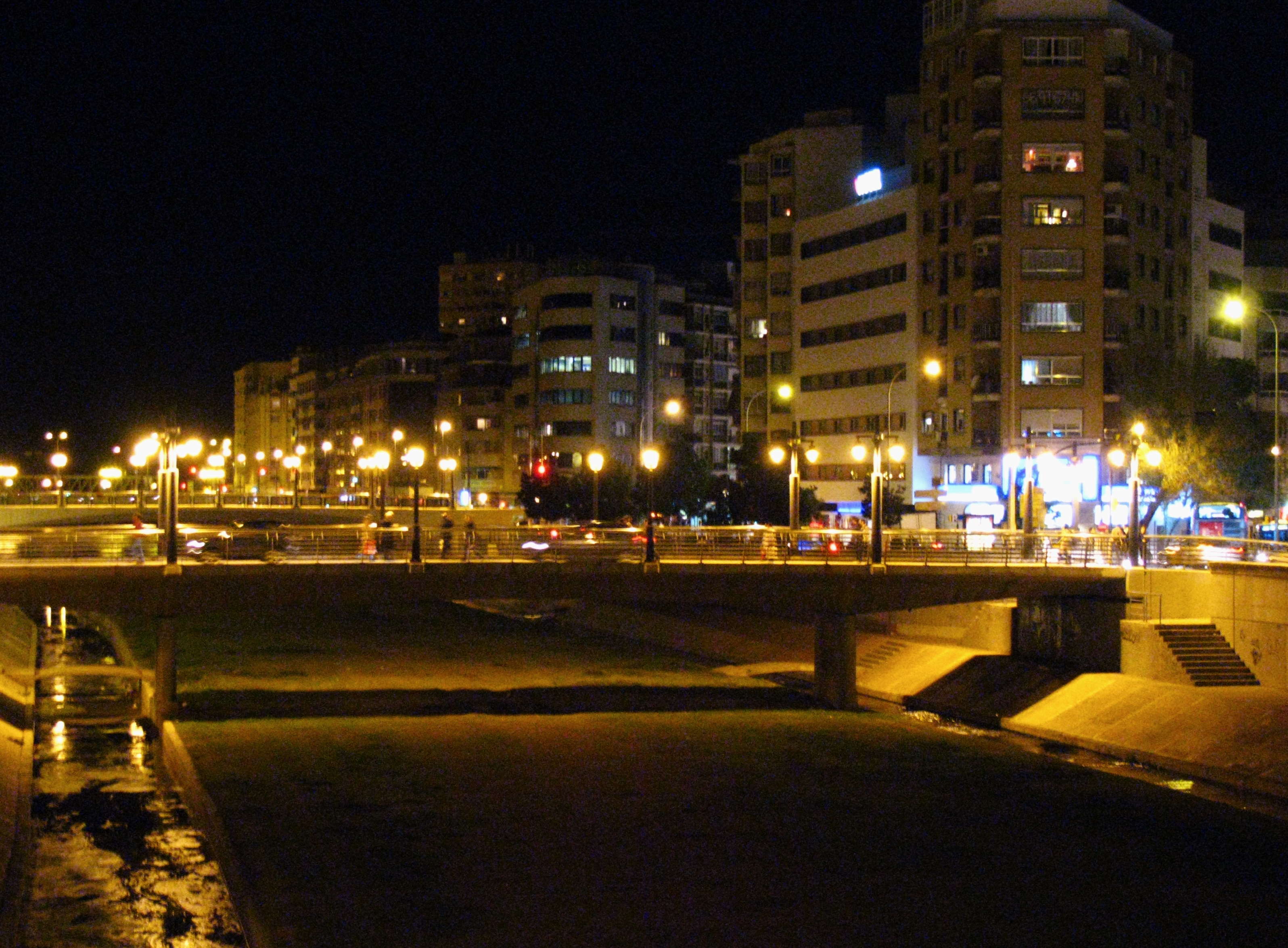